# Низовка (Новосибірська область)
Низовка (рос. Низовка) — селище у Тогучинському районі Новосибірської області Російської Федерації.
Входить до складу муніципального утворення Зав'яловська сільрада. Населення становить 133 особи (2010).

## Історія
Згідно із законом від 2 червня 2004 року органом місцевого самоврядування є Зав'яловська сільрада.

## Населення
| 2002 | 2007 | 2010 |
| ---- | ---- | ---- |
| 135  | ↘127 | ↗133 |